# Osumilit
Osumilit là một khoáng vật silicat vòng.

## Phân bố
Osumilit được phát hiện đầu tiên ở dạng hạt trong đá núi lửa gần Osumi, Nhật. Lúc đầu nó bị nhận dạng nhầm với khoáng vật tương tự cordierit do giống nhau về màu sắc. Nó có thể được tìm thấy trong các đá biến chất cấp cao như xenolith và ở dạng nền trong rhyolit và dacit.
Osumilit được tìm thấy trong các vách đá Obsidian, Oregon; Sardinia, Ý; tỉnh Kagoshima và Yamanashi, Nhật Bản; và Eifel, Đức.